# Chief Keef

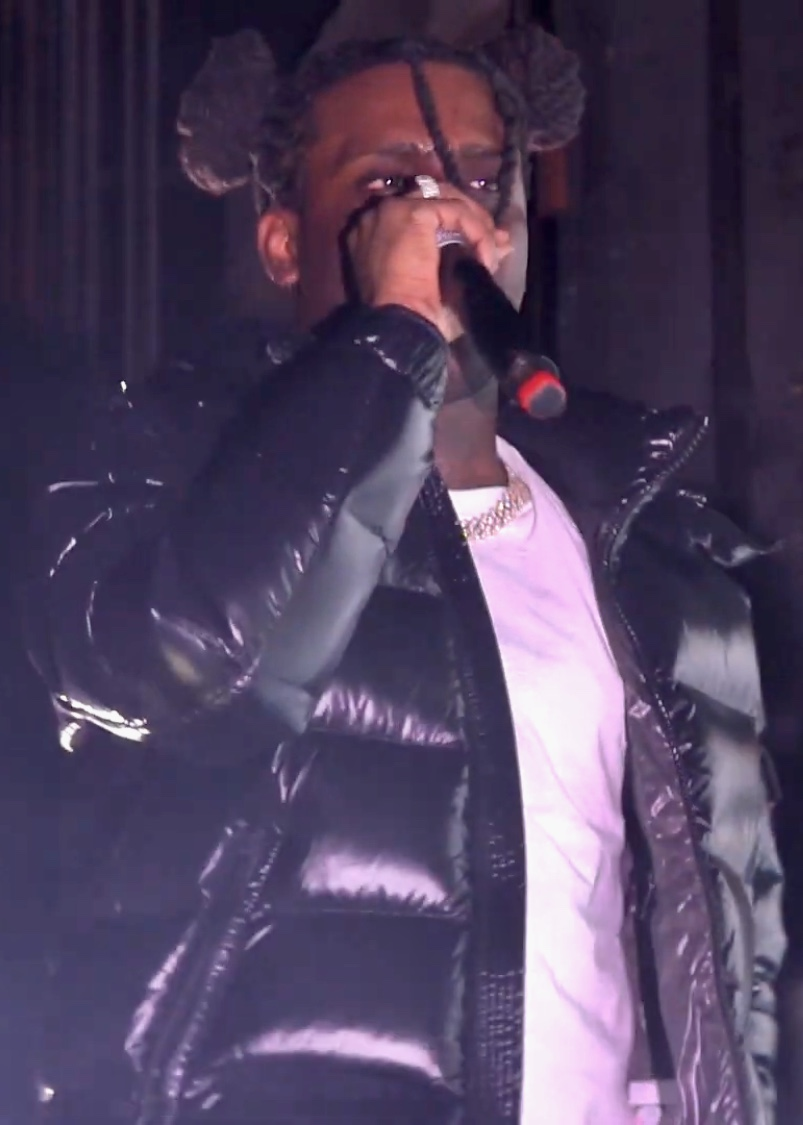
Chief Keef (2019)

Chief Keef (* 15. August 1995 in Chicago; bürgerlich Keith Farrelle Cozart) ist ein US-amerikanischer Rapper und Musikproduzent. Er unterschrieb einen Plattenvertrag bei Interscope Records und später bei 1017 Brick Squad. Keef ist die zentrale Figur des Chicago Drill und der Gründer seines eigenen Labels, Glory Boyz Entertainment, welches später in Glo Gang umbenannt wurde. Sein Debütalbum Finally Rich wurde am 18. Dezember 2012 veröffentlicht.

## Leben und Karriere

### Kindheit (1995–2010)
Chief Keef wurde als Keith Cozart in der Stadt Chicago (Illinois) geboren. Seine Mutter war zum Zeitpunkt seiner Geburt nur 15 Jahre alt. Er wurde nach seinem verstorbenen Onkel benannt. Chief Keef ist im Stadtteil Englewood aufgewachsen. Sein biologischer Vater erkannte ihn nicht an. So wurde die gesetzliche Vormundschaft zunächst auf seine Großmutter übertragen. Im Alter von fünf Jahren begann er auf der Karaoke-Machine seiner Mutter zu rappen und nahm mit leeren Bändern seine erste Musik auf. Während seiner früheren Kindheit besuchte er die Dulles Elementary School und die Banner School. Letztere war eine therapeutische Einrichtung. Keef verließ im Alter von 15 Jahren die Dyett High School.

### Frühe Jahre,Finally Richund anschließende Mixtape-Veröffentlichungen (2011–2013)
Im Jahr 2011 erlangte Keef erste regionale Bekanntheit in der südlichen Chicago-Rapszene mit seinen ersten Mixtapes The Glory Road und Bang. Im Dezember desselben Jahres schoss er aus einem Pontiac Grand Prix in der Nähe des Washington Parks. Die Polizei stellte ihn kurz darauf und nahm ihn wegen der rechtswidrigen Verwendung einer Waffe fest. Er wurde später zu 30 Tagen Hausarrest verurteilt, den er im Haus seiner Großmutter absitzen musste.
Durch diesen Vorfall erlangte er eine hohe Aufmerksamkeit in der Szene. Er veröffentlichte in kurzer Zeit die Mixtapes Bang and Back From the Dead und einige Musikvideos zu den Songs Bang, 3Hunna  und I Don’t Like. Letzterer wurde von dem Rapper Kanye West entdeckt. Dieser remixte den Track gemeinsam mit Pusha T, Jadakiss und Big Sean.
Im Sommer 2012 wollten gleich mehrere Major-Labels mit Keef einen Plattenvertrag abschließen. Ende des Jahres 2012 war es schließlich Interscope Records, das den noch vergleichsweise jungen Rapper unter Vertrag genommen hat. Einer der Vertragsbestandteile seitens Keef war, dass er sein eigenes Plattenlabel, Glory Boyz Entertainment (GBE), gründen konnte. Die Vertragssumme wird auf 6.000.000 US-Dollar für drei Alben geschätzt. Zusätzlich wurden etwa 440.000 US-Dollar für die Gründung des Labels GBE bereitgestellt. Interscope sicherte sich mit einer Ausstiegsklausel ab. Sie behielten sich vor, Keef’s Vertrag zu kündigen, sollte sein Debütalbum bis Dezember 2013 nicht mehr als 250,000 Mal verkauft werden. Sein Debütalbum Finally Rich wurde schließlich am 18. Dezember 2012 veröffentlicht. Gastbeiträge kamen unter anderem von 50 Cent, Wiz Khalifa, Young Jeezy, Rick Ross und seinem Labelmitglied Lil Reese.

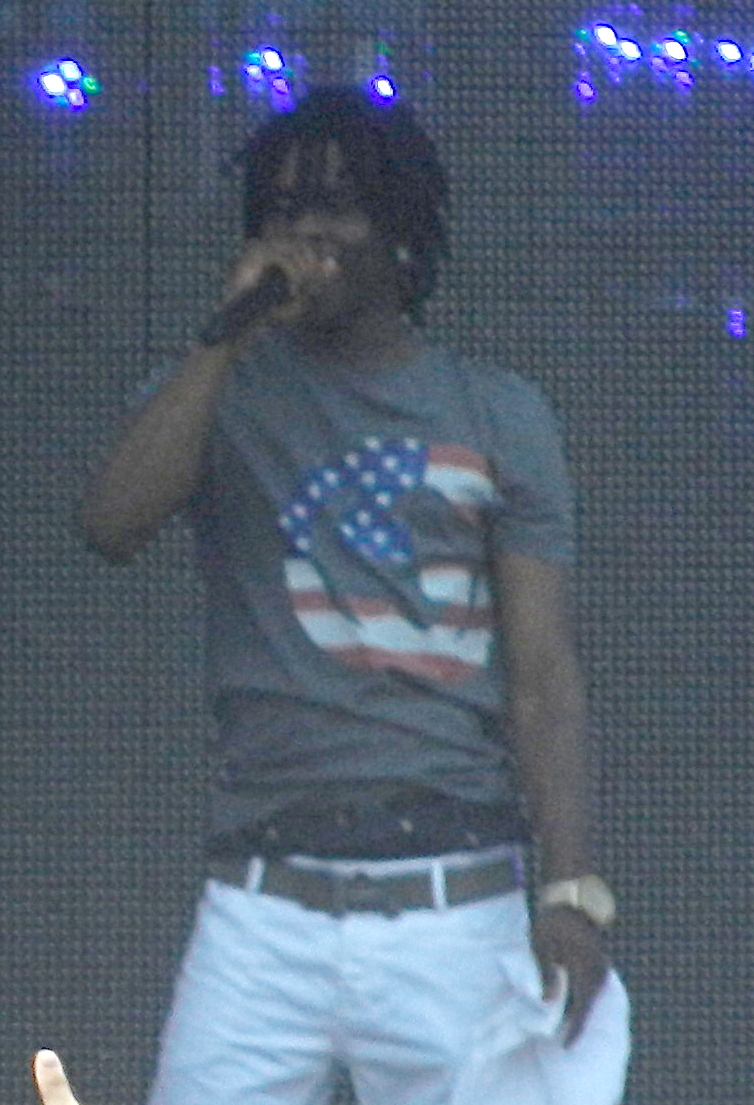
Chief Keef beim Lollapalooza (2012)

Am 26. März 2013 wurde angekündigt, dass Keef ein Bestandteil der Freshman-Auswahl sein werde (herausgegeben vom XXL Magazine). Am 8. Mai 2013 kündigte Gucci Mane über Twitter an, dass Keef ein neues Mitglied der 1017 Brick Squad Records sein werde.
Keef hatte einen Gastbeitrag auf dem Song Hold My Liquor, dem fünften Titel von Kanye Wests Album, Yeezus. Für diesen Beitrag erhielt er vom Musiker Lou Reed positive Kritik, der das Lied als „herzbrechend“ bezeichnete.
An seinem 18. Geburtstag, dem 15. August 2013, veröffentlichte er das Mixtape Bang, Pt. 2. Bang, Pt. 2 wurde rezipiert als sein erstes Projekt nach seinem Debütalbum. Trotzdem gab es zum Teil auch einige negative Kritiken. Am 12. Oktober 2013 wurde ein weiteres Mixtape, welches den Namen Almighty Sosa hat, zum Download bereitgestellt. Ebenso wie bei Bang, Pt. 2, erhielt auch dieses Mixtape zahlreiche negative Kritiken.

### Bang 3,NobodyundThe Cozart(2014–2016)
Im Januar 2014 wurde das Mixtape Bang 3. angekündigt. Larry Jackson vom Label Interscope Records hielt am ursprünglichen Erscheinungsdatum von Bang 3 fest. Es sollte am 10. Juni 2014 veröffentlicht werden. Doch das Erscheinungsdatum wurde erneut verschoben.
Im Oktober 2014 wurde der Vertrag von Keef und Interscope Records aufgelöst. Er kündigte über den Kurznachrichtendienst Twitter an, dass seine geplanten Projekte weiter bestehen bleiben. Young Chop kritisierte Interscope's Entscheidung, Keef zu entlassen. Die geplanten Mixtapes Bang 3, Mansion Musick und Thot Breakers sind teilweise nicht erschienen. Er veröffentlichte Big Gucci Sosa, zusammen mit Gucci Mane. Rolling Stone sah das Album auf dem 25. Platz von den 40 besten Rap-Alben des Jahres 2014. Im November 2014 kündigte Keef Nobody an. Es enthielt Gastbeiträge von Kanye West und Tadoe. Es wurde am 16. Dezember 2014 veröffentlicht.

### Rückzug
Im März 2016 gab Keef auf dem Kurznachrichtendienst Twitter bekannt, dass er sich aus dem Rap-Geschäft zurückziehen werde. Er bestätigte seine Absichten nochmals in einer Antwort eines Fans, ob dies wahr sei. 2017 kam er allerdings mit dem Mixtape Two Zero One Seven zurück.

## Kontroverse
Am 11. Juli 2015 wurde der Rapper Capo (Marvin Carr), ein Mitglied des Labels Glo Gang, in Chicago aus einem fahrenden Auto erschossen. Bei diesem Vorfall wurde der Kinderwagen eines 13 Monate alten Babys getroffen, welches kurz darauf verstarb. Keef kündigte über Twitter an, ein Benefizkonzert zu organisieren. Der Spendenerlös sollte an die Familie des Babys gehen. Der Bürgermeister Rahm Emanuel bezichtigte daraufhin Keef, eine Doppelmoral einzunehmen, weil seine Musik Gewalt fördere. Er untersagte Keef, das Konzert zu veranstalten. Das Konzert wurde dann in Hammond, Indiana organisiert. Der Bürgermeister von Hammond, Thomas McDermott, Jr., ließ daraufhin durch die örtliche Polizei die Generatoren abschalten. Als Grund wurde eine Gefährdung der öffentlichen Sicherheit genannt. McDermott äußerte sich zu dieser umstrittenen Entscheidung wie folgt:

„Ich wusste nichts über Chief Keef. Alles, was ich hörte, war, dass er eine Menge Songs über Gangs und das Erschießen von Leuten macht — all das ist eine Geschichte gegen die Polizei, für Gangs und für den Drogenkonsum. Er wurde im Grunde genommen in Chicago verboten, und wir gestatten ihm nicht, diese Entscheidung zu umgehen, indem wir ihn vor die nächste Tür lassen.“

Erik Zorn von der Chicago Tribune kritisierte Emanuel und McDermott für deren Entscheidungen. In einem Kommentar argumentierte er, dass die Bürgerrechte von Chief Keef verletzt seien:

„Auch ein Chief Keef hat Rechte. […] [Die] Beamten in Hammond lagen falsch in ihrer Entscheidung, den Stecker zu ziehen. […] Wollt ihr wirklich, dass die Regierung entscheidet, wer vorbildlich genug ist, um frei sprechen zu dürfen?“

## Privatleben
Keef ist der Vater zweier Töchter und eines Sohnes. Laut dem Magazin LA Weekly soll es sich bei Keef um einen verantwortungsvollen Vater handeln.
Keef lebte ursprünglich im Highland Park. Später verlagerte er seinen Wohnsitz nach Los Angeles.

## Diskografie

### Alben
| Jahr | Titel         | Höchstplatzierung, Gesamtwochen, AuszeichnungChartsChartplatzierungen (Jahr, Titel, Platzierungen, Wochen, Auszeichnungen, Anmerkungen) | Anmerkungen                                      |
| Jahr | Titel         | US | Anmerkungen                                      |
| ---- | ------------- | --- | ------------------------------------------------ |
| 2012 | Finally Rich  | US29 Platin · (20 Wo.)US | Erstveröffentlichung: 18. Dezember 2012          |
| 2015 | Bang 3        | US131 (1 Wo.)US | Erstveröffentlichung: 3. August 2015             |
| 2015 | Bang 3, Pt. 2 | US104 (1 Wo.)US | Erstveröffentlichung: 18. September 2015         |
| 2017 | Dedication    | US97 (1 Wo.)US | Erstveröffentlichung: 1. Dezember 2017 Mixtape   |
| 2019 | Glotoven      | US153 (1 Wo.)US | Erstveröffentlichung: 15. März 2019 mit Zaytoven |
| 2021 | 4NEM          | US141 (1 Wo.)US | Erstveröffentlichung: 17. Dezember 2021          |
| 2024 | Almighty So 2 | US30 (2 Wo.)US | Erstveröffentlichung: 10. Mai 2024               |

Weitere Alben
| - 2011: Bang - 2011: The Glory Road - 2012: Back from the Dead - 2012: For Greater Glory Vol. 1 (mit GBE) - 2012: For Greater Glory Vol. 2 (mit GBE) - 2012: For Greater Glory Vol. 2.5 (mit GBE) - 2013: For Greater Glory Vol. 3 (mit GBE) - 2013: Bang 2 - 2013: Almighty So - 2014: Back from the Dead 2 - 2014: Big Gucci Sosa (mit Gucci Mane) - 2014: Nobody (mit 12 Million) - 2015: Nobody 2 (mit 12 Million) - 2015: Almighty DP (mit DP Beats) - 2015: Almighty DP 2 (mit DP Beats) - 2015: Sorry 4 the Weight - 2015: The Leek (Vol. 1) | - 2015: The Leek (Vol. 2) - 2015: The Leek (Vol. 3) - 2015: Finally Rollin 2 - 2016: Chieffing Again (EP) - 2017: Two Zero One Seven - 2017: Thot Breaker - 2017: The W - 2017: Cook Sosa (mit Cook LaFlare) - 2018: The Leek (Vol. 4) - 2018: The Leek (Vol. 5) - 2018: The Glo Files Pt. 1 - 2018: The Glo Files Pt. 2 - 2018: Mansion Musick - 2018: The Cozart - 2018: Ottopsy (EP) - 2018: Back from the Dead 3 |

### Singles
| Jahr | Titel Album                         | Höchstplatzierung, Gesamtwochen, AuszeichnungChartplatzierungen (Jahr, Titel, Album, Platzierungen, Wochen, Auszeichnungen, Anmerkungen) | Höchstplatzierung, Gesamtwochen, AuszeichnungChartplatzierungen (Jahr, Titel, Album, Platzierungen, Wochen, Auszeichnungen, Anmerkungen) | Höchstplatzierung, Gesamtwochen, AuszeichnungChartplatzierungen (Jahr, Titel, Album, Platzierungen, Wochen, Auszeichnungen, Anmerkungen) | Höchstplatzierung, Gesamtwochen, AuszeichnungChartplatzierungen (Jahr, Titel, Album, Platzierungen, Wochen, Auszeichnungen, Anmerkungen) | Anmerkungen                                                              |
| Jahr | Titel Album                         | DE | AT | UK | US | Anmerkungen                                                              |
| --- | ----------------------------------- | --- | --- | --- | --- | ------------------------------------------------------------------------ |
| 2012 | I Don’t Like Finally Rich           | — | — | — | US73 ×2Doppelplatin · (3 Wo.)US | Erstveröffentlichung: 11. März 2012 feat. Lil Reese                      |
| 2012 | Love Sosa Finally Rich              | — | — | UK— GoldUK | US56 ×5Fünffachplatin · (14 Wo.)US | Erstveröffentlichung: 18. Oktober 2012                                   |
| Folgende Lieder erschienen nicht als Single, wurden aber durch das Album zum Download und Streaming bereitgestellt und konnten somit eine Platzierung erlangen: |                                     | | | | |                                                                          |
| |                                     | | | | |                                                                          |
| 2020 | Bean (Kobe) Lil Uzi vs. the World 2 | — | — | — | US19 (2 Wo.)US | Charteinstieg: 28. März 2020 Lil Uzi Vert feat. Chief Keef               |
| 2023 | All the Parties For All the Dogs    | — | — | — | US26 (2 Wo.)US | Charteinstieg: 21. Oktober 2023 Drake feat. Chief Keef                   |
| 2024 | Nightcrawler Rodeo                  | DE— aDE | AT67 (1 Wo.)AT | UK— SilberUK | US— PlatinUS | Charteinstieg: 16. Februar 2024 Travis Scott feat. Chief Keef & Swae Lee |

Weitere Singles
- 2012: Don’t Like.1 (Kanye West feat. Chief Keef, Pusha T, Big Sean, Jadakiss, US: Platin)
- 2012: Hate Bein’ Sober (Chief Keef feat. 50 Cent & Wiz Khalifa, US: ×2Doppelplatin )
- 2015: Faneto (US: Platin)
- 2016: Young Man (Machine Gun Kelly feat. Chief Keef)

## Auszeichnungen für Musikverkäufe
| Goldene Schallplatte - Dänemark - 2023: für die Single Love Sosa - Italien - 2024: für die Single Love Sosa - Neuseeland - 2023: für das Album Finally Rich - Vereinigte Staaten - 2025: für das Lied Kills | Platin-Schallplatte - Polen - 2024: für das Lied Nightcrawler |

Anmerkung: Auszeichnungen in Ländern aus den Charttabellen bzw. Chartboxen sind in ebendiesen zu finden.
| Land/RegionAuszeichnungen für Musikverkäufe (Land/Region, Auszeichnungen, Verkäufe, Quellen) | Silber  | Gold     | Platin       | Verkäufe   | Quellen          |
| -------------------------------------------------------------------------------------------- | ------- | -------- | ------------ | ---------- | ---------------- |
| Dänemark (IFPI)                                                                              | —       | Gold1    | —            | 45.000     | ifpi.dk          |
| Italien (FIMI)                                                                               | —       | Gold1    | —            | 50.000     | fimi.it          |
| Neuseeland (RMNZ)                                                                            | —       | Gold1    | —            | 7.500      | radioscope.co.nz |
| Polen (ZPAV)                                                                                 | —       | —        | Platin1      | 50.000     | olis.pl          |
| Vereinigte Staaten (RIAA)                                                                    | —       | Gold1    | 13× Platin13 | 13.500.000 | riaa.com         |
| Vereinigtes Königreich (BPI)                                                                 | Silber1 | Gold1    | —            | 600.000    | bpi.co.uk        |
| Insgesamt                                                                                    | Silber1 | 5× Gold5 | 14× Platin14 |            |                  |